# Kulturareal Desert

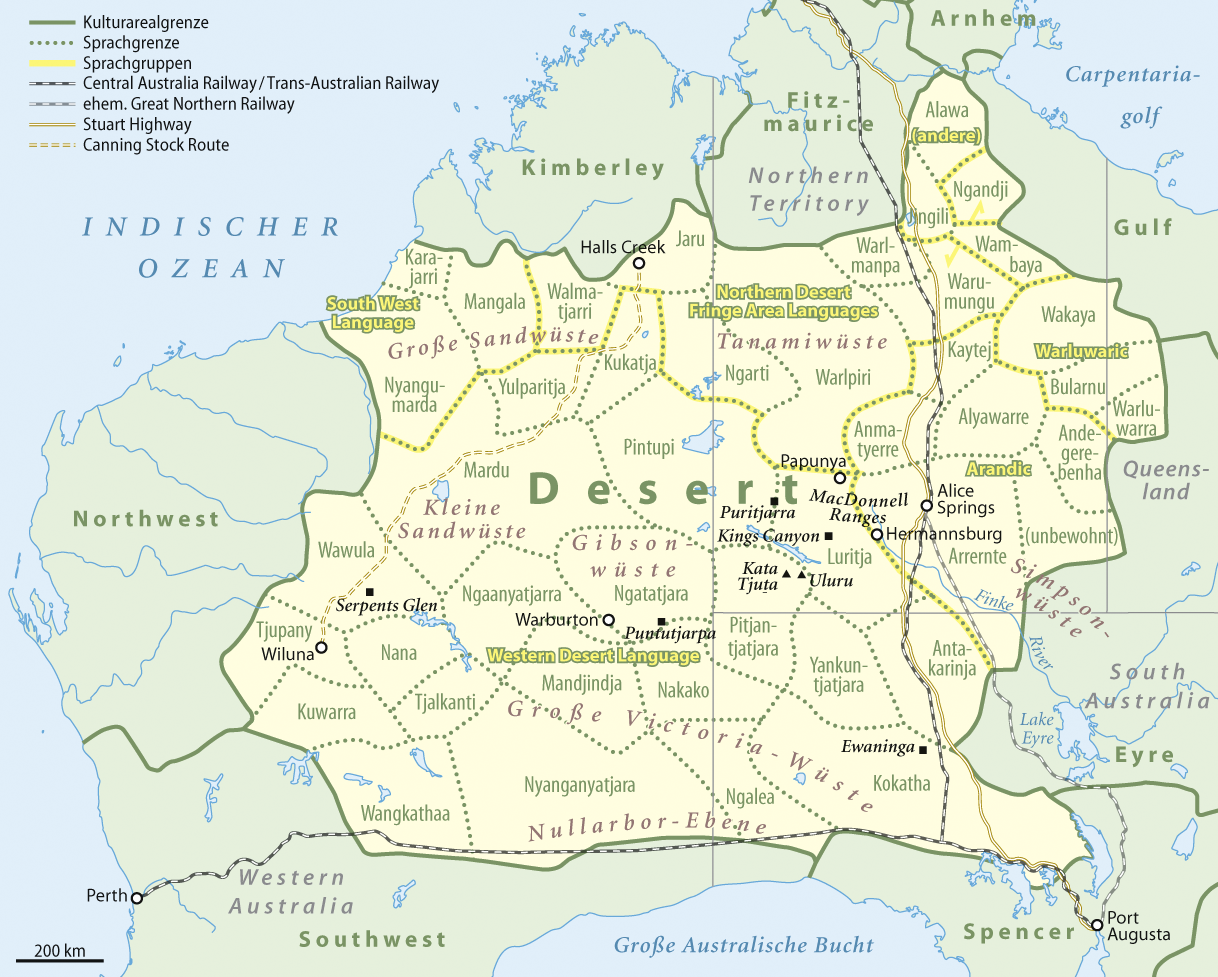
Kulturareal Desert

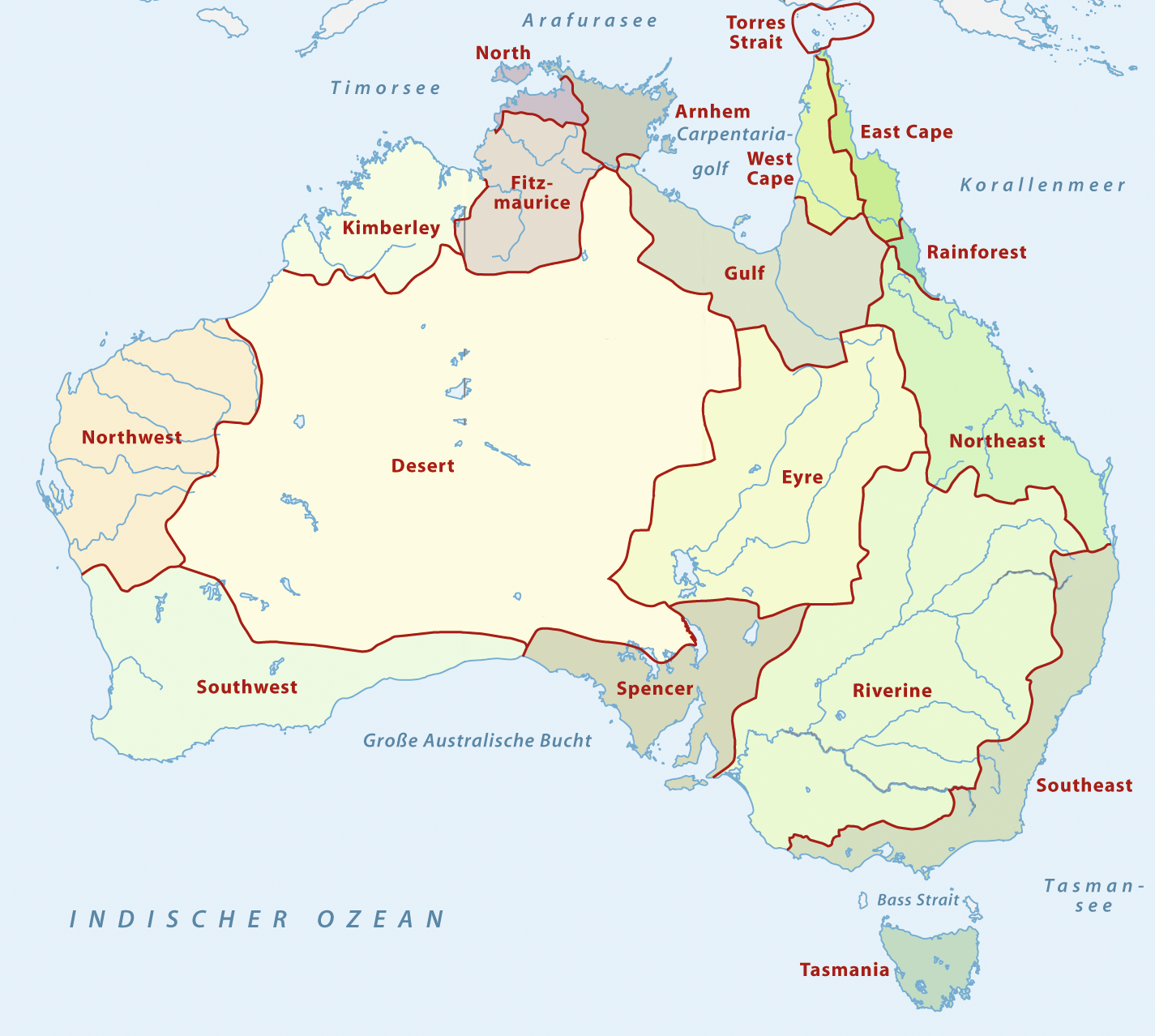
Das Kulturareal Desert innerhalb der Kulturareale Australiens

Das Kulturareal Desert ist eines von 17 Kulturarealen in Australien, das komplett im sogenannten Outback liegt. In ihm wohnen 42 Stämme der Aborigines, die als eine kulturell ähnliche Einheit zusammengefasst sind und sich von Aborigines in umliegenden Kulturarealen in ihrer Lebensweise abgrenzen. Das Kulturareal erhielt seine Bezeichnung „Desert“, da es in den ariden Teilen des Landes mit der Simpsonwüste, der Gibsonwüste, der Großen Sandwüste sowie mehreren kleineren Wüsten liegt.
Die Lebensbedingungen in der Wüste bewirkten Unterschiede zu anderen Kulturarealen: zum Beispiel bezüglich der Nahrung, der Häufigkeit, mit der das Lager gewechselt wurde, und der Größe der Gebiete, die ein Stamm durchstreifte. Selbst innerhalb des Kulturareals gab es Unterschiede, insbesondere zwischen der Western Desert und der Central Desert um Alice Springs: Da die Lebensbedingungen in der Western Desert harscher waren als im relativ wasserreichen Zentrum, neigten dortige Stämme dazu, in kleineren Gruppen über größere Strecken zu wandern. Auch sprachlich gibt es klare Unterschiede zwischen den Western Desert languages und den anderen Sprachen des Kulturareals.
Trotz der Unterschiede der Kultur der Aborigines verschiedener Kulturareale gibt es auch viele Gemeinsamkeiten mit den Aborigines anderer Kulturareale: eine vorwiegend nomadische Lebensweise als Jäger und Sammler; Steinwerkzeuge, aber keine Metallbearbeitung; ein spirituell komplexes Leben, in dessen Mittelpunkt die Traumzeit und Totems stehen; ein strukturiertes Verwandtschaftssystem, das mit klar definierten Heiratsregeln und Verantwortlichkeiten für das Land einhergeht.
Die Besiedlung des Gebietes durch die Weißen erfolgte etwa 100 bis 150 Jahre später als in den meisten anderen Teilen Australiens – also ab etwa 1870, teilweise erst 1930 – dennoch war das Zusammentreffen mit den Weißen wieder von Enteignung (dispossession) der Aborigines geprägt; es kam zu gewaltsamen Auseinandersetzungen sowie Versuchen, die Aborigines zu assimilieren und sie in Ortschaften sesshaft werden zu lassen. Erst in den 1970er Jahren erhielten Aborigines aufgrund neuer Gesetze weite Teile des Landes zurück und begannen sich in der Outstation Movement in den 1980er Jahren wieder von größeren Ansiedlungen wegzubewegen. Da wegen der unwirtlichen Bedingungen die Wüste erst später von den Weißen besiedelt wurde, ist die traditionelle Kultur und Sprache zum Teil auch heute noch erhalten, wohingegen insbesondere im Südosten Australiens und in Tasmanien Kenntnisse über das traditionelle Leben der dortigen Aborigines verloren gegangen sind.

## Abgrenzung

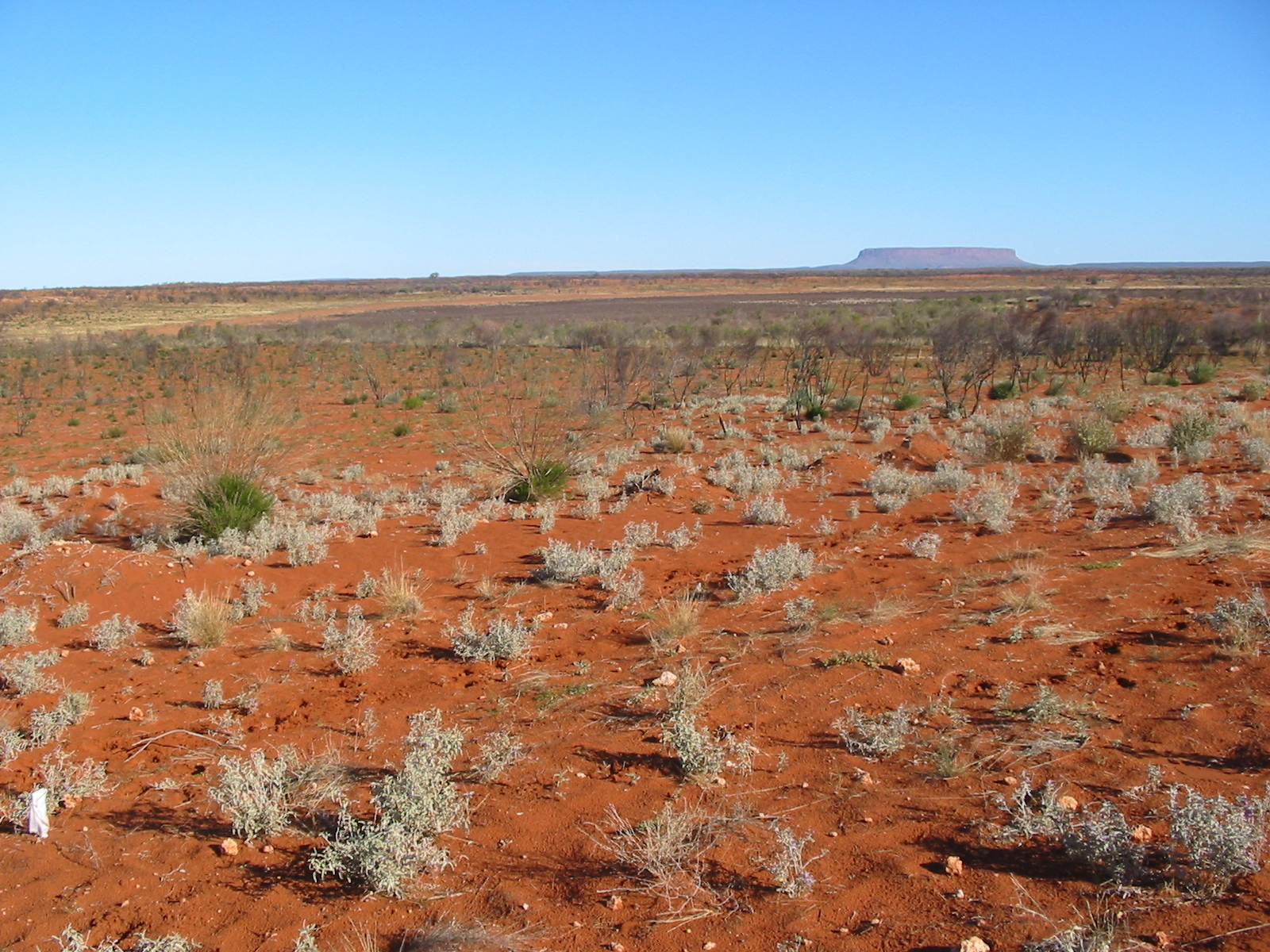
Ebene ca. 40 km östlich des Mount Conner

Im ursprünglichen Vorschlag für Kulturareale Australiens von 1976 war die Western Desert ein eigenständiges Kulturareal; die Central Desert – geografisch weitgehend identisch mit dem Red Centre – gehörte zum Kulturareal Eyre, da der Anthropologe Nicolas Peterson den Verlauf der Hauptwasserrouten als Grundlage für die Einteilung der Kulturareale nutzte. Er begründete diese Einteilung damit, dass die Räume zwischen den Wasserläufen natürliche Barrieren darstellen: Dies führe dazu, dass Menschen innerhalb eines Areals einen regen sozialen und kulturellen Austausch haben und sich deswegen angleichen, wohingegen der Austausch zwischen den Arealen geringer sei und sich daher größere Unterschiede ausbilden. Mittlerweile werden Western Desert und Central Desert zusammengefasst, da sowohl in der Western Desert als auch in der Central Desert Trockenheit vorherrschen und damit entscheidend die Lebensbedingungen prägen.
Das Kulturareal Desert umfasst rund 40 Prozent des australischen Festlandes; der größte Durchmesser beträgt gut 2000 km. Große Teile Western Australias, des Northern Territorys, der Nordwesten South Australias sowie ein kleiner Teil Queenslands liegen in diesem Kulturareal. Es ist flächenmäßig das größte Areal, hat aber mit 0,05 Einwohnern/km2 die geringste Bevölkerungsdichte.
Permanente Wasserstellen gibt es nur wenige; sie befinden sich vor allem in den hügeligen Regionen um die MacDonnell Ranges, bei Uluṟu und Kata Tjuṯa sowie entlang der Flüsse, vor allem am Finke River, der auch in trockenen Zeiten noch einige Wasserlöcher an der Oberfläche besitzt. In der Central Desert gab es außerdem Zugriff auf das Wasserreservoir des Großen Artesischen Beckens. Neben der Trinkwasserversorgung beeinflusste die Trockenheit entscheidend das Nahrungsangebot: Es gab nur wenige größere jagbare Tiere wie Kängurus und Große Emus; als Proteinquellen mussten vor allem Echsen, Schlangen und Witchetty-Maden herhalten. Frauen sammelten Samen verschiedener Pflanzen wie der Mulga, die zu einer Art Mehl verarbeitet und verbacken wurden. Buschtomaten und die Früchte von Bäumen, wie der Buschpflaume, gehörten und gehören ebenfalls zum Bush Food.

## Geschichte

### Vorgeschichte

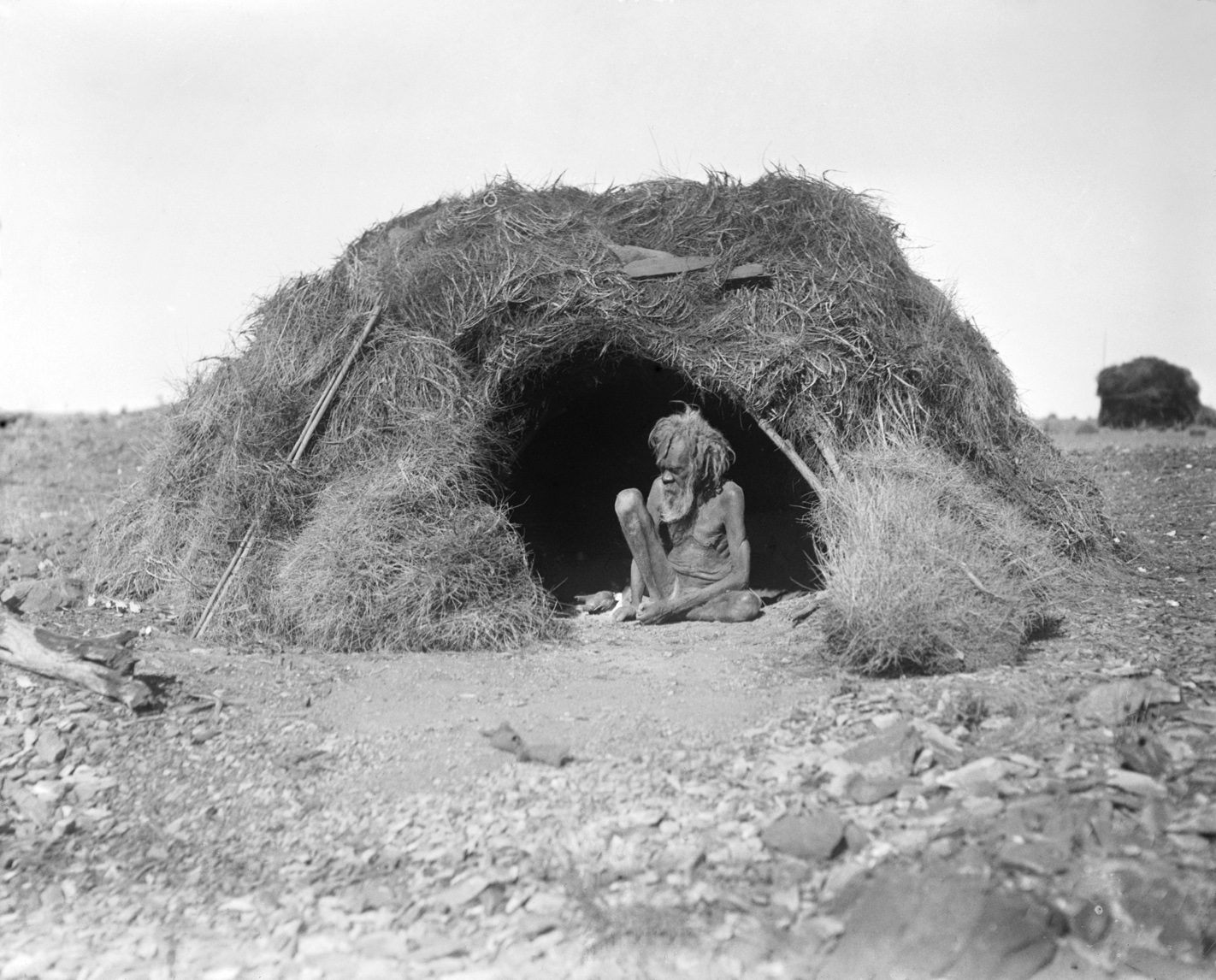
Hütte aus Spinifex in einem Basislager.

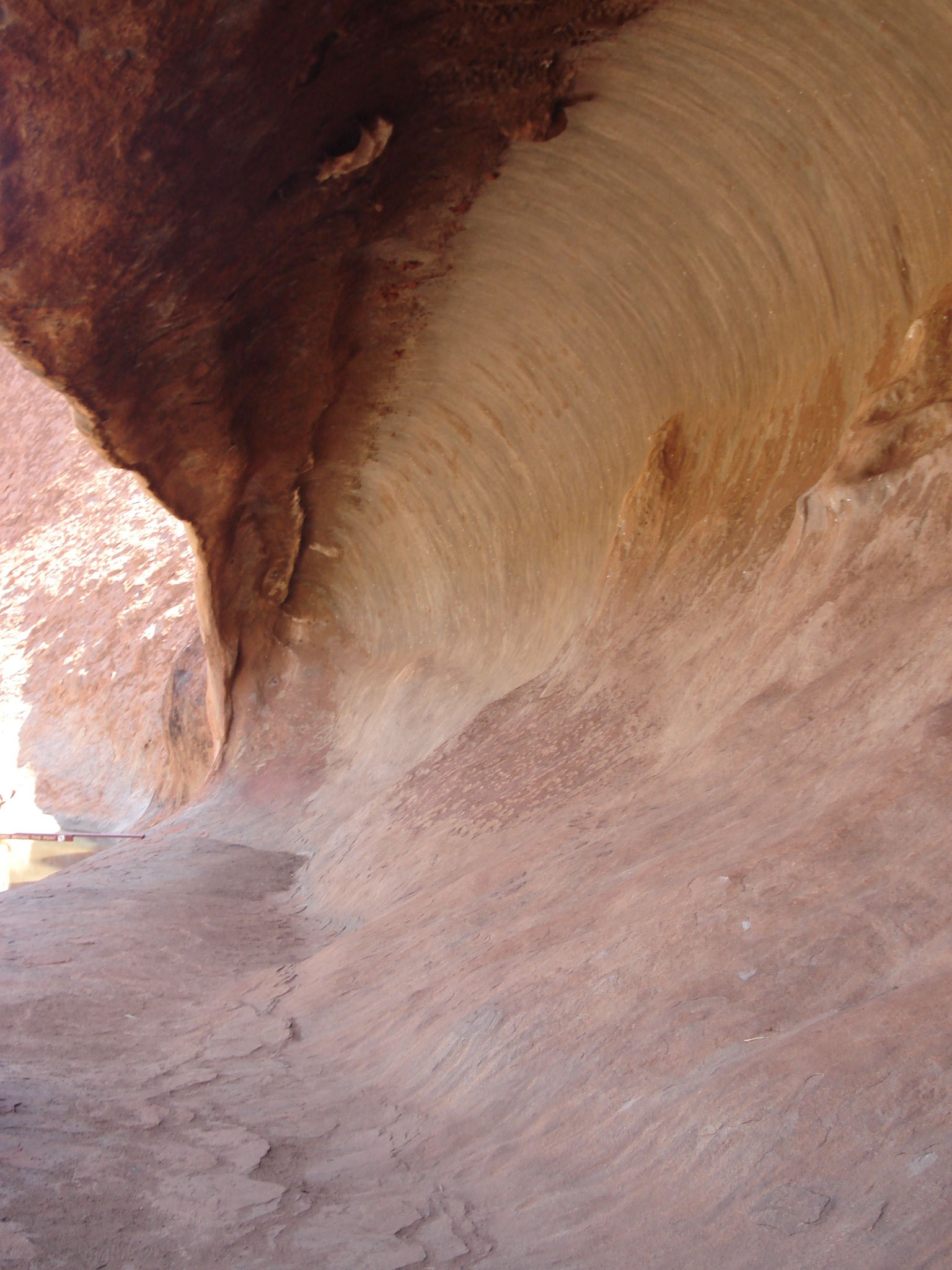
Felsüberhänge wie dieser dienten ebenfalls als Schutz; sie werden als rock shelter bezeichnet.

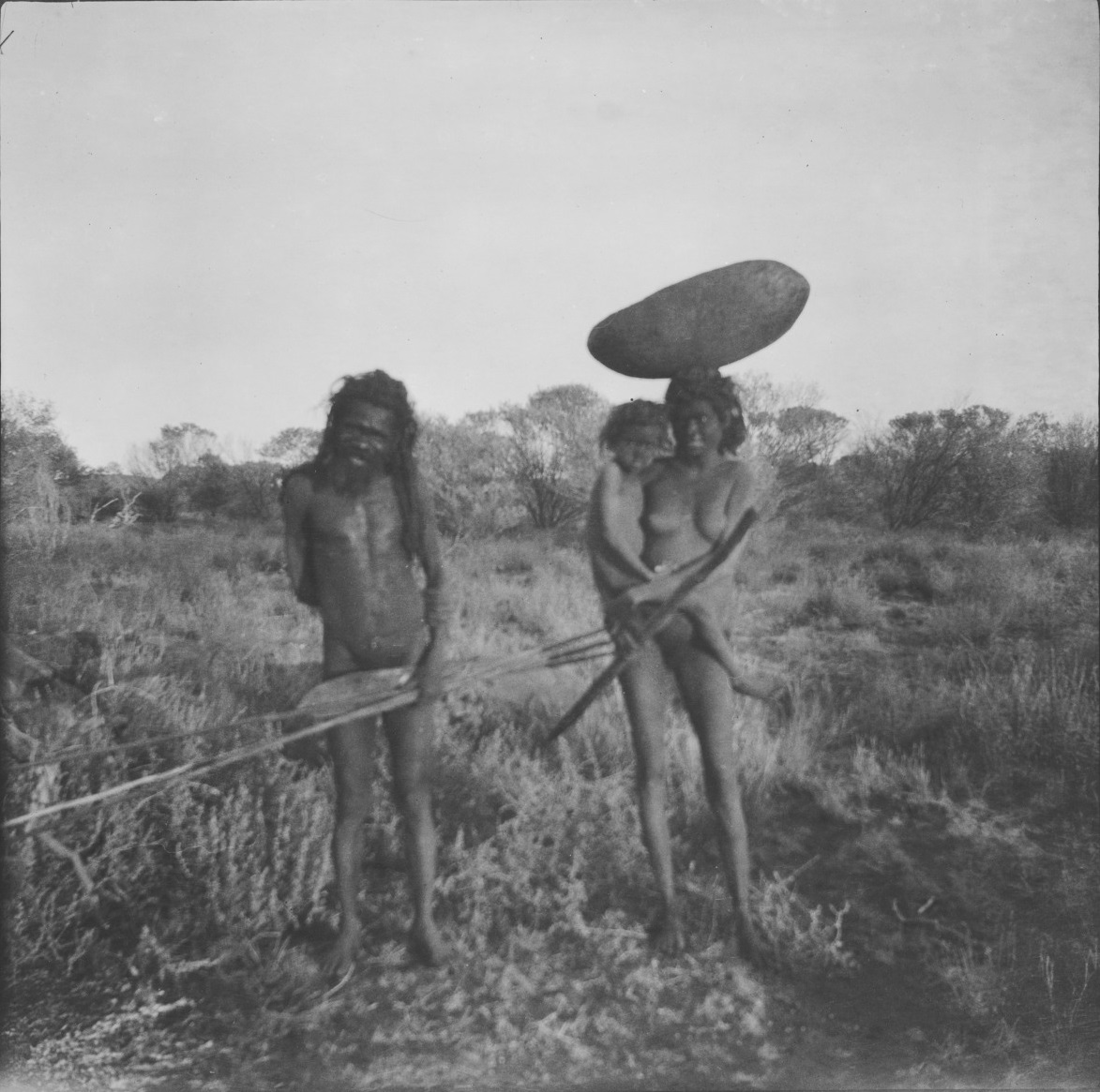
Paar mit Kind. Die Frau trägt ein Coolamon auf dem Kopf; der Mann hat einen Speer und ein Woomera in der Hand.

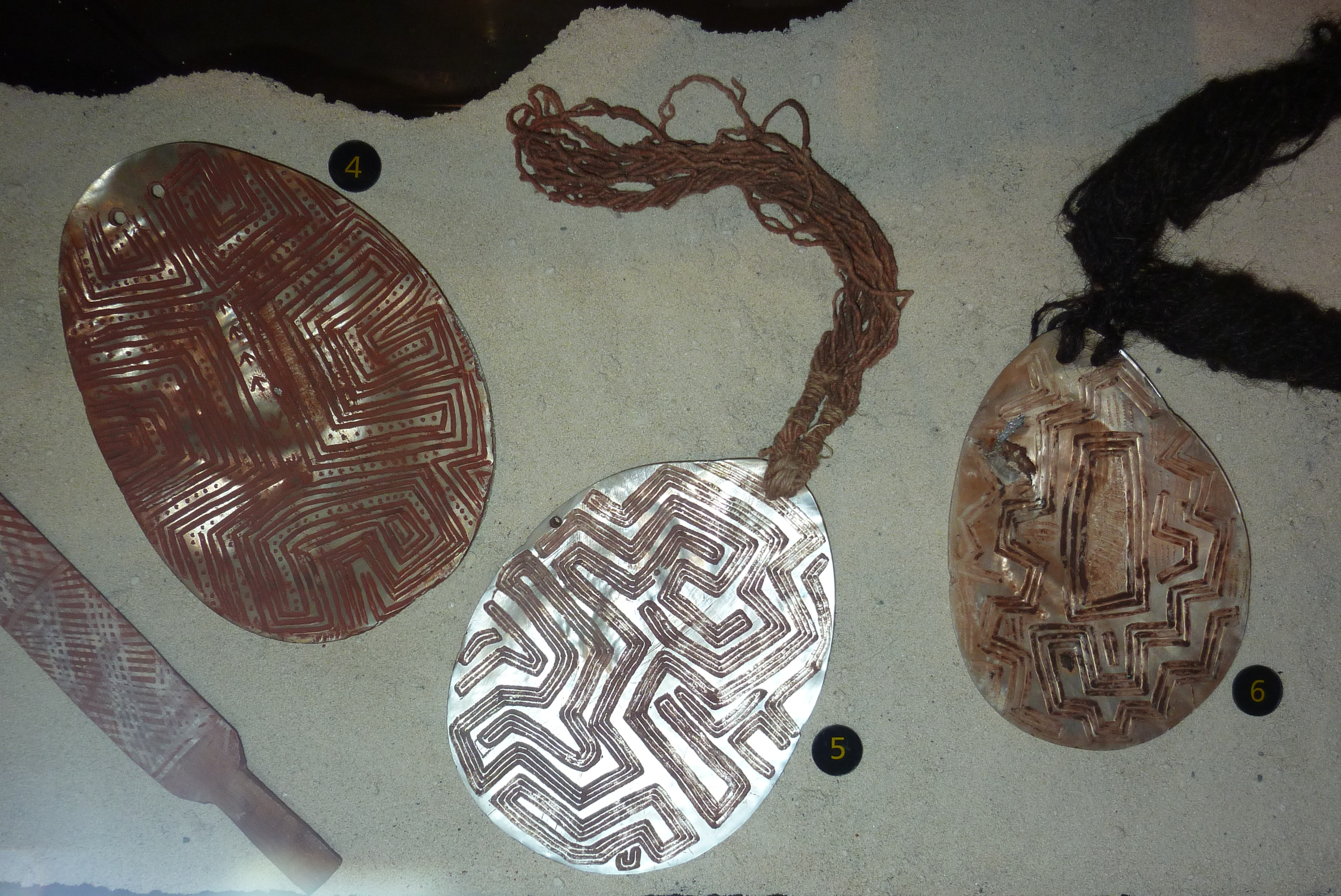
Muschelschalen, zum Riji verarbeitet, durchquerten auf Handelsrouten Australien.

Die Kimberley-Region im Nordwesten des Kontinents gilt als Ausgangspunkt der Besiedlung Australiens. Die Wüsten im Inland des Kontinents wurden vermutlich vor etwa 35.000 Jahren während einer wärmeren Periode der letzten Eiszeit direkt von der Kimberley-Region besiedelt, als Australien über diese Region mit Neuguinea durch eine Landbrücke verbunden war und den Kontinent Sahul bildete.
Zu den Artefakten, die aus verschiedenen Zeiten stammen und Archäologen Hinweise auf die Besiedlung der Desert geben, gehören vor allem diejenigen, die aus Stein gearbeitet sind: Speerspitzen und Beile sind aus allen Zeiträumen bekannt. Die frühen Exemplare sind nur behauen, die späteren auch geschliffen; zum Teil wurden auch Befestigungsnuten eingearbeitet.
Eine Grabungsstelle, die eine dauerhafte Besiedlung der Wüsten Australiens zu diesem frühen Zeitpunkt belegt, ist das 75 km westlich der MacDonnell Ranges gelegene Puritjarra. In Puritjarra wurden 1986 Steinwerkzeuge und Ocker gefunden, die mit Thermolumineszenzdatierung auf ein Alter von 35.000 Jahren und mit der Radiokarbonmethode auf ein Alter von 32.400 Jahren bestimmt wurden. Aus der Anzahl der Artefakte in den stratigrafischen Schichten lesen Archäologen ab, dass Puritjarra – wie auch andere ähnliche Grabungsstellen – in der Zeit von vor etwa 22.000 Jahren bis vor etwa 13.000 Jahre seltener genutzt wurde. Erklärt wird das mit der hohen Trockenheit während des letzten Maximums der Eiszeit, dem Jungpleistozän, und einer damit geringeren Bevölkerungsdichte in der Gegend. Erst ab den Schichten der letzten 6.000 Jahre gibt es wieder eine hohe Anzahl an Spuren menschlicher Besiedlung, zu denen nun auch erstmals Äxte mit Haft gehören und Steine zum Mahlen von Samen; diese Mahlsteine wurden nicht transportiert, sondern blieben fest an einem Ort.
Zwei andere wissenschaftlich ausführlich beschriebene Grabungsstellen sind Puntutjarpa und Serpents Glen, die sich in der Gibsonwüste in hügeligen Gegenden befinden. Hier wurden wiederum Belege einer frühen Besiedlung entdeckt, jedoch keine Funde aus der Zeit des besonders trockenen Maximums der Eiszeit. Erst im Holozän sind diese Stellen wieder bewohnt worden.
Insgesamt gehen Archäologen davon aus, dass die gesamte Wüste im Zeitraum von 30.000 BP bis 35.000 BP besiedelt wurde, ab etwa 24.000 BP jedoch wieder menschenleer war, abgesehen von zwei Rückzugsgebieten mit ausreichender Wasserversorgung: um die MacDonnell Ranges und weiter südwestlich in den Warburton Ranges in Western Australia. Erst seit etwa 10.000 Jahren sind alle Gebiete wieder bewohnt; allerdings weniger dicht als zuvor.
Sprachwissenschaftler glauben hingegen, dass die Western Desert „eher kürzlich“ – das heißt in den letzten 1000 Jahren – von der Westküste her besiedelt wurde, bis diese Aborigines auf den Stamm der Arrernte trafen: Die Western Desert Language scheint ihren Ursprung nahe der Westküste zu haben und teilt mit der Sprache Arrernte nur etwa 20 % des Vokabulars. Unterstützung sehen Sprachwissenschaftler in einer Arbeit zur Blutgruppen-Genetik der Aborigines, die einen starken Unterschied zwischen Aborigines der Arrernte und der Western Desert feststellt und darin das Zusammentreffen von zwei verschiedenen Populationen sieht. Aus Werkzeugen und Felsritzzeichnungen kann diese Siedlungstheorie nicht abgeleitet werden; signifikante Unterschiede zwischen den Regionen werden nicht beschrieben.
Anhand der Ausgrabungsstellen wird für die letzten 1000 bis 1500 Jahre ein sesshafterer Lebensstil vermutet, bei dem Gruppen von bis zu 200 Menschen von verschiedenen Stämmen sich in Basiscamps nahe zuverlässiger Wasserstellen trafen. Dabei wurden vor allem Zeremonien abgehalten und Handel betrieben, bei dem zum Beispiel Muschel-Schalen von der Nordküste Australiens getauscht wurden und so ihren Weg bis South Australia fanden. Ein bekannter Treffpunkt ist Therreyererte in der Simpsonwüste; hier sind Aborigines verschiedener Stämme zusammengekommen, um nach der Regenzeit, wenn Wasser und Nahrung reichlich vorhanden waren, Initiationsriten zu vollziehen. Außerhalb solcher großen Zusammentreffen wanderten Aborigines aber in kleinen Gruppen von 5–20 Menschen entlang weniger reichhaltiger Wasserstellen, um dort zumeist zwei oder drei Tage, in Einzelfällen bis zu drei Wochen lang an einem Ort zu campen und die jeweiligen Nahrungsquellen der Umgebung zu nutzen.

### Erste Berichte von Europäern

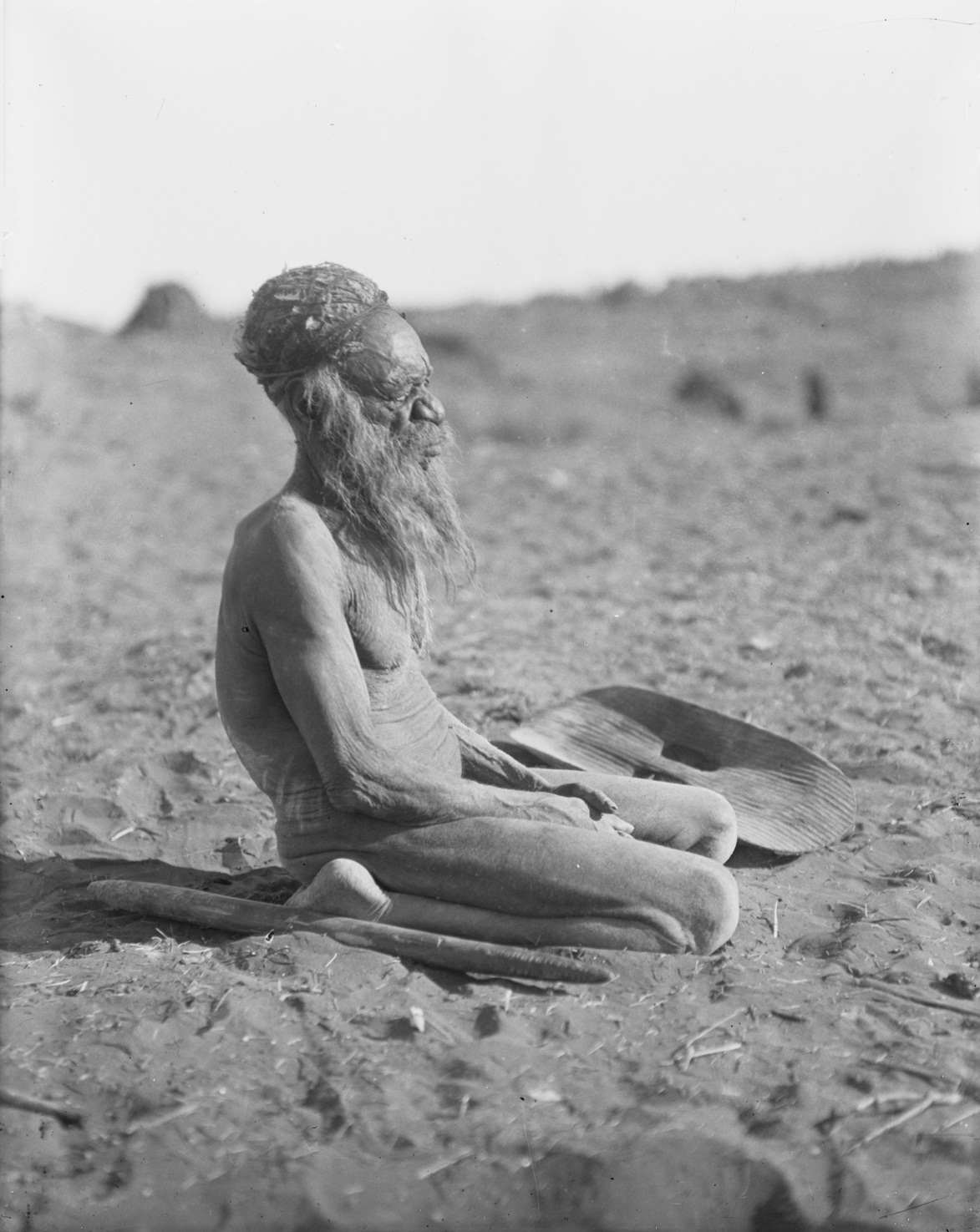
Ein Mann der Western Arrernte

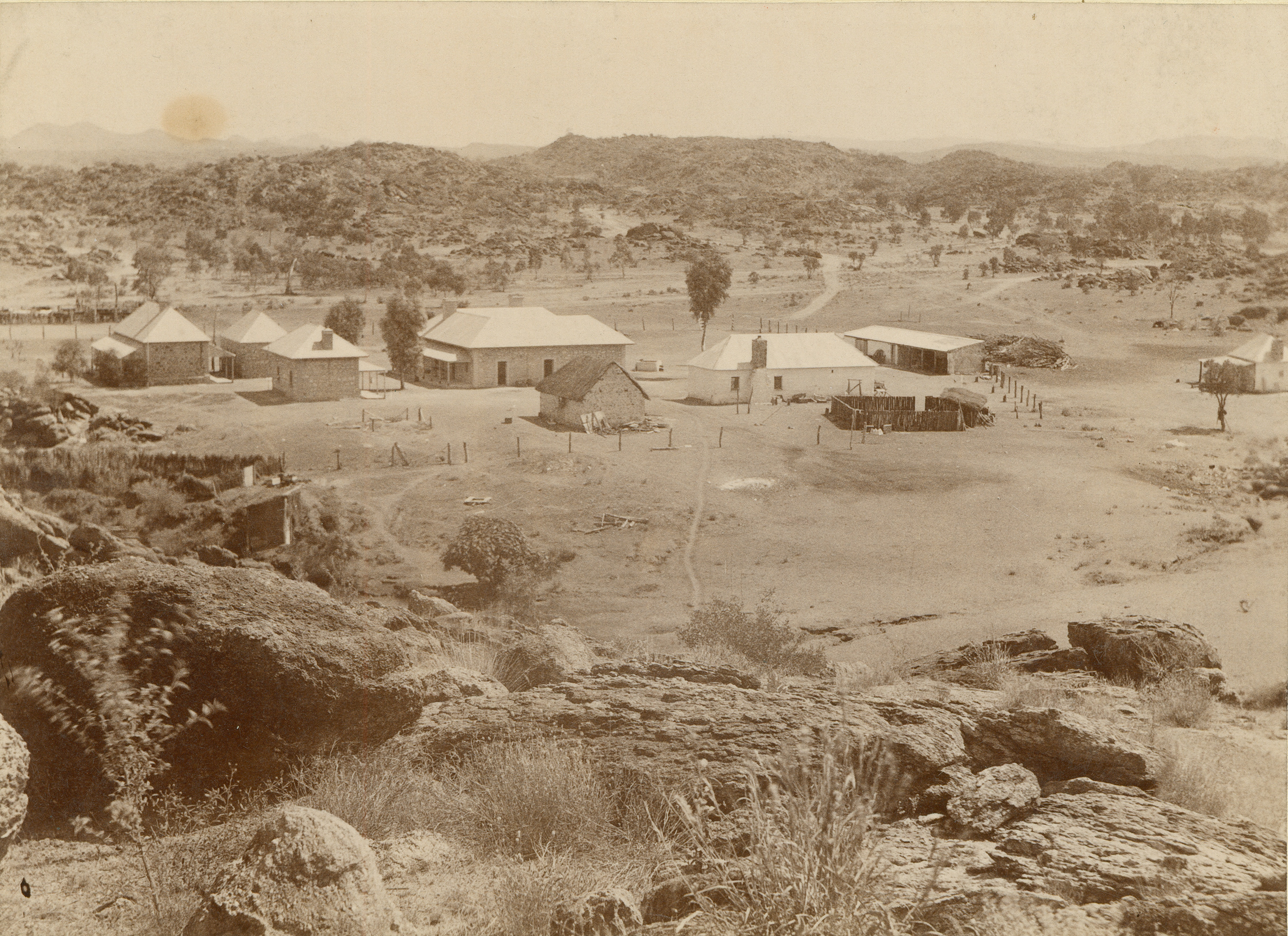
Telegrafenstation von Alice Springs, 1880

Bis 1930 kamen nur wenige Weiße in das Zentrum des Kontinents. Noch vor den Europäern kamen jedoch von außen eingeschleppte Krankheiten in die Wüste: Bereits die Pockenepidemie von 1789, die vermutlich von Seefahrern aus Makassar in Indonesien eingeschleppt wurde, soll das Zentrum erreicht haben, ebenso wie die nachfolgenden Epidemien von 1820, 1860 und 1870. Wegen der geringen Siedlungsdichte im Kulturareal Desert sollen sie jedoch weniger fatal gewesen sein als in anderen Teilen Australiens.
Die erste Expedition von Europäern war von August 1844 bis Dezember 1845 unter der Leitung von Charles Sturt, an der auch John McDouall Stuart teilnahm. Ziel war es, ein postuliertes Binnenmeer zu finden. Im Jahre 1848 versuchte der deutsche Entdecker Ludwig Leichhardt eine Route von Queensland nach Perth zu entdecken und ging verschollen. Stuart unternahm aufgrund seiner Erfahrung dann eine Reihe weiterer Expeditionen von 1858 bis 1862, um zunächst Land für Viehzüchter zu entdecken; später, um eine Strecke für die von Charles Todd gewünschte Transaustralische Telegrafenleitung von Adelaide nach Darwin zu finden. Zumeist gingen sich Entdecker und Aborigines aus dem Weg, so dass es wenige Berichte über Zusammentreffen gibt. Mehrere Male beschreibt Stuart in seinem Buch, dass er Feuer, verbranntes Gras und Rauch sah sowie Natives, die einer Begegnung auswichen: 

„Als wir den Gipfel der Erhebung erreichten, wo wir zuvor ihr Camp und mehrere Feuer gesehen hatten, konnten wir nichts davon mehr sehen, weder Rauch, Feuer noch irgendetwas anderes: Es war nun nahezu dunkel. Ich kam zu dem Schluss, dass sie gegangen waren, so wie es Natives im Allgemeinen tun, weil sie uns am Morgen gesehen hatten.“

Auch andere Entdecker wie William Gosse, Ernest Giles und Peter Warburton beschrieben in den 1870er Jahren detailliert jedes Zusammentreffen mit Aborigines, von denen einige, insbesondere mit großen Gruppen, feindselig waren: Hier griffen die Aborigines die Forscher mit Speeren an.

### Besiedlung durch Weiße, erste wissenschaftliche Arbeiten
Der Bau der Telegrafenleitung fand in den Jahren 1870/71 statt. Mit der Errichtung der Telegrafenstation im heutigen Alice Springs begann die erste permanente Besiedlung des Kulturareals durch weiße Siedler; die ersten etablierten Viehzüchter aus South Australia reklamierten zunehmend Gebiete entlang der Telegrafenleitung und vor allem am Finke River und an einem seiner Zuflüsse, dem Hugh River. Aborigines arbeiteten auf diesen Farmen als Viehtreiber und reparierten Zäune, als Gegenleistung erhielten sie Nahrungs- und Genussmittel; vor allem Mehl, Tee und Tabak. Ab 1886 setzte der erste Minen-Boom ein, als vermeintlich Rubine östlich von Alice Springs gefunden wurden. Ein Goldrausch begann 1887. Von den Goldsuchern ist bekannt, dass sie im Gegensatz zu den Viehzüchtern Partnerschaften mit Aborigine-Frauen eingingen. Spätestens zu diesem Zeitpunkt dürften sich Geschlechtskrankheiten wie Syphilis und Gonorrhö unter Aborigines der Wüste ausgebreitet haben. Da diese Krankheiten Infertilität verursachen, wird ihnen der größte Anteil des nachfolgenden Schwundes der Zahl der Aborigines zugeschrieben.
Die ersten Forscher, die das Ziel hatten die Kultur der Aborigines zu studieren, waren Walter Baldwin Spencer, der 1894 mit der Horn-Expedition nach Alice Springs kam, und Francis James Gillen, ein Telegrafenstationsmeister in Alice Springs. Ihre Arbeiten über die Arrernte gehören neben der Carl Strehlows, Moritz von Leonhardis und Theodore George Henry Strehlows zu den umfangreichsten Dokumentationen zur Kultur von Aborigines.
Weiter erschlossen wurde die Gegend ab 1880 mit dem Bau der Great Northern Railway, die von Adelaide schließlich ab 1920 nach Alice Springs führte.

### Veränderung der Lebensweise, Widerstand
Bis etwa 1930 blieb die Lebensweise der Aborigines im Zentrum Australiens weitgehend ungestört erhalten, da es nach wie vor nur wenige Weiße gab. Das änderte sich jedoch, als sich die Rinderzucht weiter ausbreitete: Theoretisch war es den Aborigines weiterhin gestattet auf den Ländereien zu jagen und Wasserstellen zu besuchen, allerdings veränderte die Viehwirtschaft die Ökologie nachhaltig; 1970 wurde festgestellt, dass von den 29 beheimateten Säugetier-Arten 14 ausgestorben waren; auch bei den Pflanzen ist ungefähr die Hälfte aller Arten nicht mehr vorhanden. Wie zuvor in anderen Teilen Australiens töteten Aborigines daher Vieh, um sich zu ernähren, aber auch um damit ihren Protest und Widerstand gegen die Besiedlung auszudrücken. Ein Höhepunkt dieser Auseinandersetzungen, bei denen es zum einen um Nahrung, zum anderen um das Durchsetzen des weißen Rechtsverständnisses ging, war das Coniston-Massaker von 1928, bei dem vermutlich 31 Warlpiri, Anmatyerre und Kaytetye getötet wurden.
In den Wüsten des Westens gab es abgesehen von Zusammentreffen auf der Canning Stock Route, einem Herdenweg, und beim Bau des Rabbit-Proof Fence bis in die 1960er Jahre keinen Kontakt mit Weißen.

### Missionsstationen, Reservate, partielle Sesshaftigkeit, Kulturerhalt

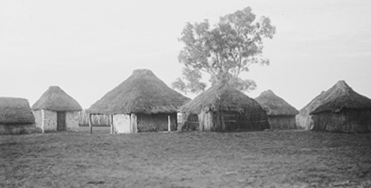
Hermannsburg 1923

Häufig suchten Aborigines in für sie geschaffenen Missionsstationen Schutz und versuchten dort Nahrung und medizinische Versorgung zu erhalten. Insbesondere eine schwere Dürreperiode von 1926 bis 1930 bewegte viele Aborigines, ihr traditionelles Leben aufzugeben, sich den Missionen anzuschließen und ein zunehmend sesshaftes Leben zu führen, bei dem Nahrung und Unterkunft als Gegenleistung für Arbeit bei der Viehzucht gewährt wurden.
Abgesehen von den Missionen konnten Aborigines auch Schutz in Reservaten finden, die von den Aboriginal Protection Boards eingerichtet worden waren. Wie in den meisten Missionen wurden sie ermutigt oder gedrängt, das Leben als Jäger und Sammler aufzugeben und sich westlichen Lebensweisen anzupassen.
Sowohl die Missionen als auch die Reservate sind sehr umstritten, da sie zwar einerseits Nahrung, medizinische Versorgung und Schulbildung boten, andererseits in ihnen zum Beispiel die Kinder von gemischten Verbindungen, also von Weißen mit Aborigines, zwangsweise untergebracht wurden, um sie zu assimilieren. Darüber hinaus förderte das enge Beieinanderleben vieler Menschen die Ausbreitung von Krankheiten: Typhus, Tuberkulose, Diphtherie, Influenza und Masern fanden hier einen idealen Nährboden und führten vielfach zum Tod.
Als erste Mission im Kulturareal wurde von lutherischen Missionaren die Finke-River-Mission im heutigen Hermannsburg auf dem Gebiet der Western Arrernte errichtet. Sie gilt als eine der besten und erfolgreichsten in Australien, weil sie zum einen mit einer aktiven Zeit von 1877 bis 1982 eine der dauerhaftesten war und zum anderen half, die Kultur der Western Arrernte zu erhalten. Diese überlebte nicht nur in den Arbeiten des Pastors Carl Strehlow und seines Sohns, des Ethnologen Theodore Strehlow, die umfangreiche Werke über Sprache und Mythen veröffentlichten, sondern ist auch heute noch lebendig. Im Gegensatz dazu sind Sprache und Traditionen der Eastern Arrernte kaum erhalten geblieben, da sie ohne Schutz dem Vordringen der weißen Siedler ausgesetzt waren.
Auch die Ernabella-Mission, von 1937 bis 1974 auf dem Gebiet der Pitjantjatjara aktiv, galt als vorbildlich. Schwerpunkt der Mission waren medizinische Versorgung und Schulausbildung; den Pitjantjatjara war es freigestellt, ob sie sich dem christlichen Glauben anschließen wollten.
Die Jigalong-Mission, die von 1946 bis 1969 betrieben wurde und sich am westlichen Rand der Kleinen Sandwüste befindet, ist dagegen ein Beispiel für die Auswüchse der Missionsbestrebungen, bei denen es sich Missionare zum Ziel machten, die indigene Kultur komplett durch eine christliche Erziehung zu ersetzen: Gegründet wurde Jigalong von Mitgliedern der Apostolischen Kirche, die glaubten, dass Aborigines Kinder des Teufels seien, verloren „in der großen Dunkelheit und tief in Sünde“. Die Kinder der Aborigines wurden der Familienobhut entzogen und in Schlafsälen untergebracht, wo ihnen ständig gepredigt wurde und sie für kleinste Fehltritte mit Prügel bestraft wurden. Schließlich erzwangen Aborigines 1967 eine Regierungsuntersuchung, die 1969 zur Auflösung der Mission führte. Jigalong ist seit der Aufarbeitung um die Gestohlene Generation eines der bekanntesten und auch extremsten Beispiele für „ethnozentrische Arroganz und Rassismus“ unter den Missionen.
Die Christianisierung schritt in allen Missionen langsam voran. Jene Missionen wie die Ernabella- oder die Finke-River-Mission, die keine völlige Abkehr von der traditionellen Lebensweise verlangten, waren die erfolgreicheren in der Christianisierung, da sie es erlaubten, traditionelle Religion und Christentum zu verbinden und den Bedürfnissen der Aborigines entsprechend anzupassen.
Auf dem Gebiet der Western Desert, so zum Beispiel in Maralinga, wurde die relative Unbewohntheit des Landes genutzt, um in den 1950er und 1960er Jahren Atomwaffentests durchzuführen. Zur Vorbereitung suchten zwei Regierungsbeamte das Gebiet nach Aborigines ab, um diese umzusiedeln. Etwa 40 Pila Ngura blieben jedoch zunächst unentdeckt im Gebiet des radioaktiven Niederschlags; die gesundheitlichen Folgen wurden nicht dokumentiert.

### Outstation Movement und Situation heute
Die Australien-weite Landrechtsbewegung begann in den 1960er Jahren mit dem Ziel den Native Title, also Rechte an Kronland zu erhalten. Im Northern Territory wurde mit dem Aboriginal Land Rights Act von 1976 den Aborigines der Weg geebnet, Landeigentum zu beanspruchen. 1981 folgte der Anangu Pitjantjatjara Yankunytjatjara Land Rights Act, der den Pitjantjatjara und Yankunytjatjara Rechte an ihrem Land zusprach, das sich zu einem großen Teil in South Australia befindet. Südlich davon wurden 1984 mit dem Maralinga Tjarutja Land Rights Act weitere Gebiete den traditionellen Eignern zurückgegeben. Die restlichen Gebiete des Kulturareals können im Rahmen der Gesetzgebung, die dem Urteil Mabo v. Queensland (No. 2) folgte, eingeklagt werden.
Das Recht an eigenem Land führte dazu, dass Aborigines, die zuvor in Missionen, Reservaten, Rinderfarmen und Ortschaften lebten, zu einem großen Teil in ihr traditionelles Land zurückkehrten, um dort zunächst in einfachen Camps, später auch in Häusern, eigene Farmen (stations) aufzubauen. Dort leben sie bis heute in einer Mischung aus traditionellem und modernem Leben: Einerseits ist ihr Leben weitgehend sesshaft, da sie in die durch Regierungsprogramme ermöglichten Häuser zogen und eigenes Gemüse anbauen, das mit von Regierungsgeldern erbauten Wasserpumpen bewässert wird; andererseits werden Sprache und Kultur gepflegt, in einer dem traditionellen Nomadenleben ähnelnden Weise für längere Zeit Verwandte in verschiedenen anderen Outstations besucht und nach wie vor Kängurus gejagt, wenn auch nun mit Auto und Gewehr. Zu den Regierungsgeldern kommen Einnahmen aus Lizenzen, die an Bergbauunternehmen vergeben wurden. Insgesamt nahm mit der neuen Selbstbestimmung aber auch die Abhängigkeit von der Wohlfahrt zu, die medizinische Versorgung und Schulbildung verschlechterten sich, da die Outstations sehr isoliert sind und Weiße – die die medizinische oder schulische Versorgung hätten leisten können – zumindest in den ersten Jahren als dauerhafte Bewohner unerwünscht waren.
Kleine Grundschulen mit 10 oder 15 Schülern sind mittlerweile auch in entlegenen Gebieten vorhanden; weiterführende Schulen lediglich in Tennant Creek und Alice Springs. Entsprechend verlassen junge Menschen in entfernten Gebieten die Schule früher. Bei den 15-jährigen besuchen nur knapp über 50 % noch eine Schule, während es in den Städten nahezu 80 % sind. Neben den Schulen vor Ort gibt es seit 1951 die Möglichkeit, die School of the Air zu „besuchen“; diese sendet ein Schulprogramm über Funk beziehungsweise seit rund zehn Jahren über das Internet.
Eine medizinische Basisversorgung wird vorwiegend durch Pflegepersonal geleistet, das in einigen Gemeinschaften lebt und in community health centres arbeitet; in Notfällen kann der Royal Flying Doctor Service of Australia sowohl fachlich am Telefon, mit Material, personell oder beim Transport von Patienten unterstützen. Ärzte und je ein Krankenhaus gibt es in Alice Springs und in Tennant Creek, woraus sich für Patienten extrem lange Anfahrtswege von bis zu 1000 km ergeben. Krankenversichert sind Aborigines wie alle dauerhaften Bewohner Australiens über das von Steuern finanzierte staatliche Medicare. Gesonderte Daten zum Gesundheitszustand der Aborigines im Kulturareal Desert gibt es nicht, jedoch kann davon ausgegangen werden, dass sie ähnlich der Gesamtpopulation der Aborigines ist: Die Lebenserwartung von Aborigines ist im Durchschnitt rund 15 Jahre geringer als im Landesdurchschnitt; die Gründe hierfür sind vielfältig und werden kontrovers diskutiert. Auffällig sind jedoch die erhöhte Prävalenz von Diabetes und Kardiovaskulären Erkrankungen.
Wie bei der nicht-indigenen Bevölkerung ist die Arbeitslosenquote der Aborigines im ländlichen Zentrum Australiens am niedrigsten, da die prosperierende Bergbauindustrie für reichlich Arbeit sorgt. Dennoch ist die Arbeitslosenquote unter den Aborigines mit 10 % deutlich höher als die der restlichen Bevölkerung, die bei etwa 3 % liegt.
Die Folgen kultureller und sozialer Entwurzelung sind, wie bei vielen Indigenen, auch in Australien erkennbar: Insbesondere junge männliche Aborigines fallen durch Alkoholmissbrauch auf, Benzin-Schnüffeln, Gewalt und sexuelle Übergriffe. Das Risiko, häuslicher Gewalt ausgesetzt zu sein, ist 45-mal höher, ermordet zu werden 10-mal höher für Aborigines als für andere Australier. Sexuell übertragbare Krankheiten wie Syphilis treten 20-mal häufiger auf, Kinder im Alter von 10 bis 14 Jahren leiden 186-mal häufiger an Gonorrhoe. Zwar sind solche generalisierenden Zahlenangaben durchaus kritisch zu betrachten, sie weisen jedoch auf die grundlegenden Probleme in den indigenen Gemeinschaften hin.
Als eine der Maßnahmen gegen den Missbrauch von Drogen haben viele Gemeinschaften der Aborigines Alkohol in ihren Gemeinden verboten und sind „trocken“. Die Ölgesellschaft British Petroleum hat 2005 opal entwickelt, einen Kraftstoff, der keine bewusstseinsverändernde Wirkung hat.
Die australische Bundesregierung hat 2007 nach der Veröffentlichung des Berichtes Little Children are Sacred mit der Northern Territory National Emergency Response die Selbstverwaltung der Gemeinschaften der Aborigines im Northern Territory aufgehoben und, unterstützt von der Logistik des Militärs, unter anderem medizinische Reihenuntersuchungen für Kinder durchgesetzt. Der Bericht beschreibt die Verbreitung des sexuellen Missbrauchs von Kindern in Gemeinschaften der Aborigines sowie deren gesundheitliche Vernachlässigung.

## Religion

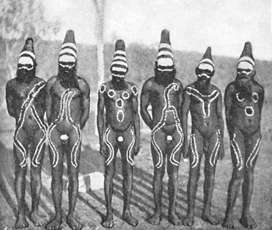
Arrernte-Männer, teilweise dekoriert wie bei einem Corroboree.

Der Missionar Friedrich Kempe aus Hermannsburg schrieb 1885, dass die Aborigines keine Religion haben und Angst die einzige Spur von Religion in ihnen sei; bis in die 1930er Jahre betonten Anthropologen den Totem-Charakter der Riten und Mythen und beschrieben die traditionelle Religion der Aborigines als eine Vorstufe von „echter“ Religion. Erst im weiteren wissenschaftlichen Diskurs der 1920er und 1930er Jahre setzte sich die Erkenntnis durch, dass Aborigines eine Religion haben.
Aus dem Arrernte-Wort alcheringa (alternative Schreibweisen altyerre oder altyerrenge), das sowohl „Gesetz“ als auch „Ewigkeit“ als auch „Träumen“ heißen kann, leiteten Spencer und Gillen die Bezeichnung Traumzeit (dreamtime oder dreaming) als Begriff für die spirituelle Welt der Arrernte und aller Aborigines ab. Die Traumzeit beschreibt, wie verschiedene Geschöpfe, die Ancestor Beings (deutsch: „Ahnen-Wesen“), bei ihren Erlebnissen und Reisen auf dem ungeformten Land Berge, Flüsse und Täler kreierten und dabei auch Gesetze hinterließen, die das Leben der Aborigines regelten. Die Reisen der Ancestor Beings werden in Songlines beschrieben. Sie geben in Versen die Reiserouten und die Eigenschaften des Landes wieder und dienen der Orientierung im Land, um bekannte Wasserquellen und Nahrung zu finden.
Das meiste Wissen um die Traumzeit und die Songlines ist geheim und wird Außenstehenden eher nicht preisgegeben. Wichtige Voraussetzung für das Erwerben von Kenntnissen ist die Initiation. Ein zum Teil dennoch veröffentlichtes Beispiel ist der Uluru-Mythos der Pitjantjatjara, der die Entstehungsgeschichte des von den Weißen früher „Ayers Rock“ genannten Monolithen beschreibt.
Rituale, Songlines und Zeremonien der Arrernte wurden – soweit ihnen zugänglich gemacht – von Spencer und Gillen sowie von Vater und Sohn Strehlow beschrieben. Andere Stämme werden erst in neuerer Zeit untersucht; da seit etwa den 1970er Jahren auch weibliche Wissenschaftler in dem Gebiet forschen, werden seither erstmals Zeremonien und Geheimnisse der Frauen untersucht.
Wie bei anderen Aborigines spielt ein komplexes Verwandtschaftssystem (kinship) eine entscheidende Rolle bei den religiösen und gesellschaftlichen Verpflichtungen eines einzelnen. Unterschiede zu anderen Kulturarealen gibt es lediglich in den Details der einzelnen Rituale, wie zum Beispiel in der Körperdekoration.

## Kunst

### Petroglyphen im Panaramitee-Stil

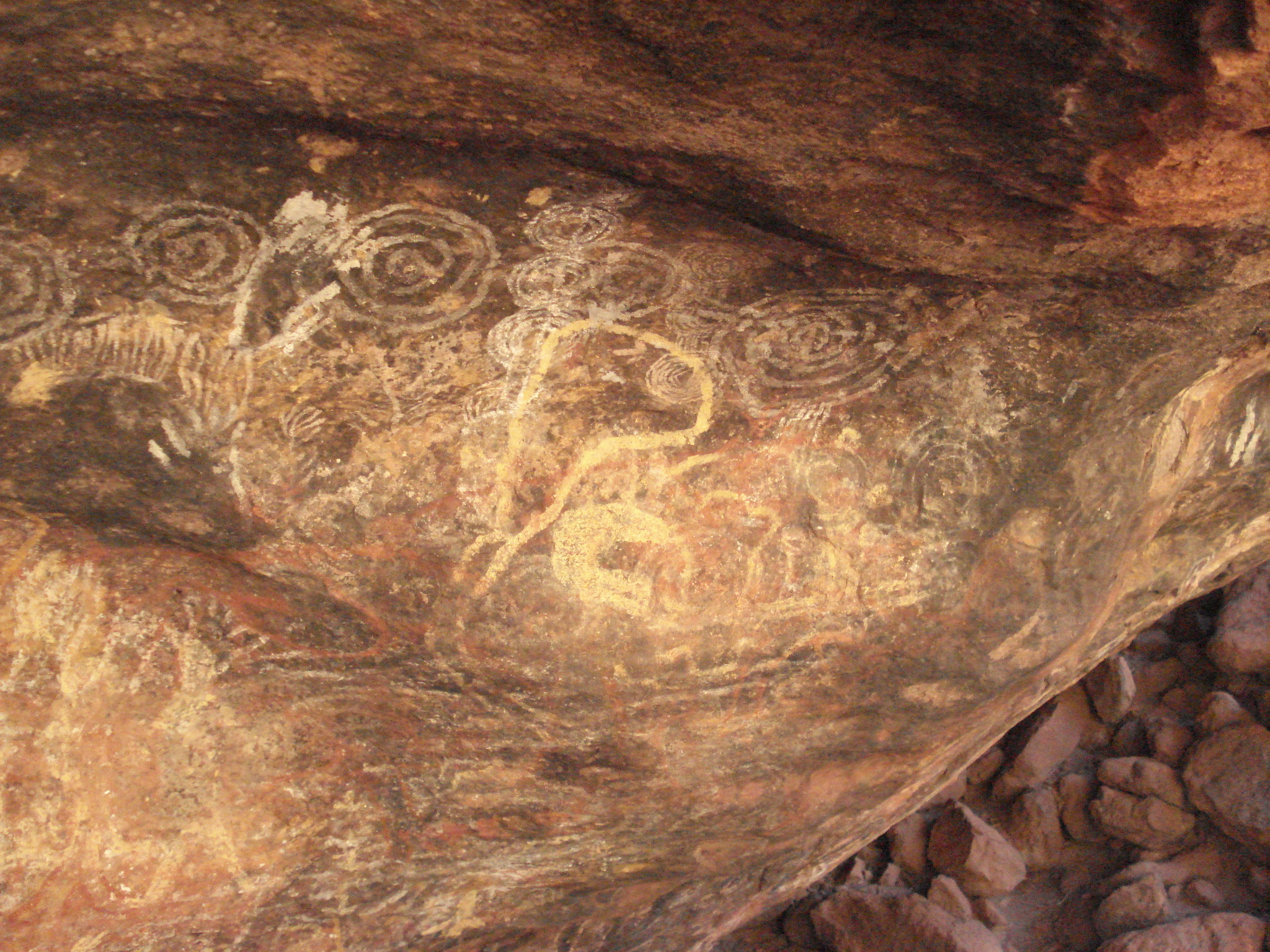
Die Kreise sind Felsritzzeichnungen im Panaramitee-Stil am Uluru.

Wie in vielen anderen Teilen Australiens, gibt es in der Central und Western Desert Petroglyphen, also Felsritzzeichnungen. Im Zentrum Australiens sind diese Petroglyphen vorwiegend im Panaramitee-Stil gehalten: Punkte, Striche und Kreise symbolisieren zum Beispiel Wege, Spuren, Wasserquellen. Typischerweise sind sie etwa 10 cm groß und eher abstrakt, was auf eine spirituelle Bedeutung hindeutet. So können die Punkte und Striche zum Beispiel die Spuren der Ancestor Beings der Traumzeit darstellen und die Zeichnungen illustrieren, wie diese das Land geformt haben. Im Gegensatz dazu sind eher figürliche Darstellungen den weltlichen Themen wie dem Jagen vorbehalten. Dieser figürliche Stil soll erst später entstanden sein. Zwei Funde sind genauer beschrieben: die Petroglyphen von Ewaninga auf dem Gebiet der Arrernte, 40 km südlich von Alice Springs, und die Cleland Hills Faces, 320 km westlich von Alice Springs, die neben hunderten von Motiven im Panaramitee-Stil auch 16 Gesichter darstellt.
Das Alter der Felsritzzeichnungen ist bislang nicht zuverlässig bestimmt worden. Umstritten ist, ob es sich bei einer Zeichnung in Yunta Springs, im Südosten des Kulturareals, tatsächlich um den vor mindestens 25.000 Jahren ausgestorbenen Diprotodon handelt, wie von Herbert Basedow vermutet. Wegen der starken Verwitterung und Beschichtung gilt jedoch ein Alter von mehr als 10.000 Jahren als sehr wahrscheinlich.
In der Kunst der Aborigines werden die Motive dieses Stils seit 1971 von den Luritja und Pintupi aus Papunya in einer modernen Kunstform, dem Dot-Painting weiterverwendet.

### Felsmalerei
In dem gesamten Kulturareal Desert gibt es Felsmalereien mit Motiven von wenigen Zentimetern Größe, die mehrfach wiederholt nebeneinander stehen. Als typisch für die Central Desert gilt, dass ein einzelnes Motiv durch das wiederholte Nebeneinanderstehen eine große Fläche bedecken kann. Zu den am besten dokumentierten Felsmalereien dieses Stils gehören Emily Gap, nahe Alice Springs, und Ngama, auf dem Gebiet der Warlpiri. Negative Handabdrücke mit rotem Ocker werden in der Central Desert gefunden, nicht aber in der Western Desert. Insgesamt gilt die Felsmalerei der Central Desert als variantenreicher und komplexer als die der Western Desert. Als Farben werden weißer und roter Ocker verwendet, viele Malereien sind bichrom, manche monochrom.
Wie auch Felsritzzeichnungen hat die Felsmalerei häufig eine spirituelle Bedeutung: So weiß man von Emily Gap, dass es sich hier um Spuren des Caterpillar Dreamings handelt. Die Raupe (caterpillar) formte Emily Gap und viele andere Landschaften nahe Alice Springs. Andere Funktionen der Felsmalerei und der Felsritzzeichnungen sind das Markieren der sozialen Bedeutung der Stelle und die Förderung des Zusammenhalts von Gruppen.
Da die Farben einerseits leicht auswaschen, andererseits rituell regelmäßig erneuert werden, ist eine genaue Datierung von Felsmalereien bisher unmöglich.

### Moderne Kunst

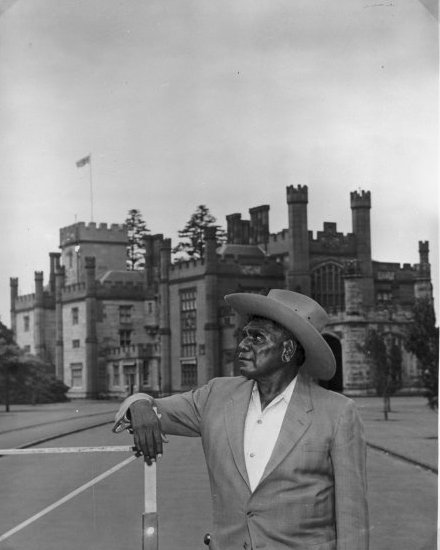
Albert Namatjira in Sydney

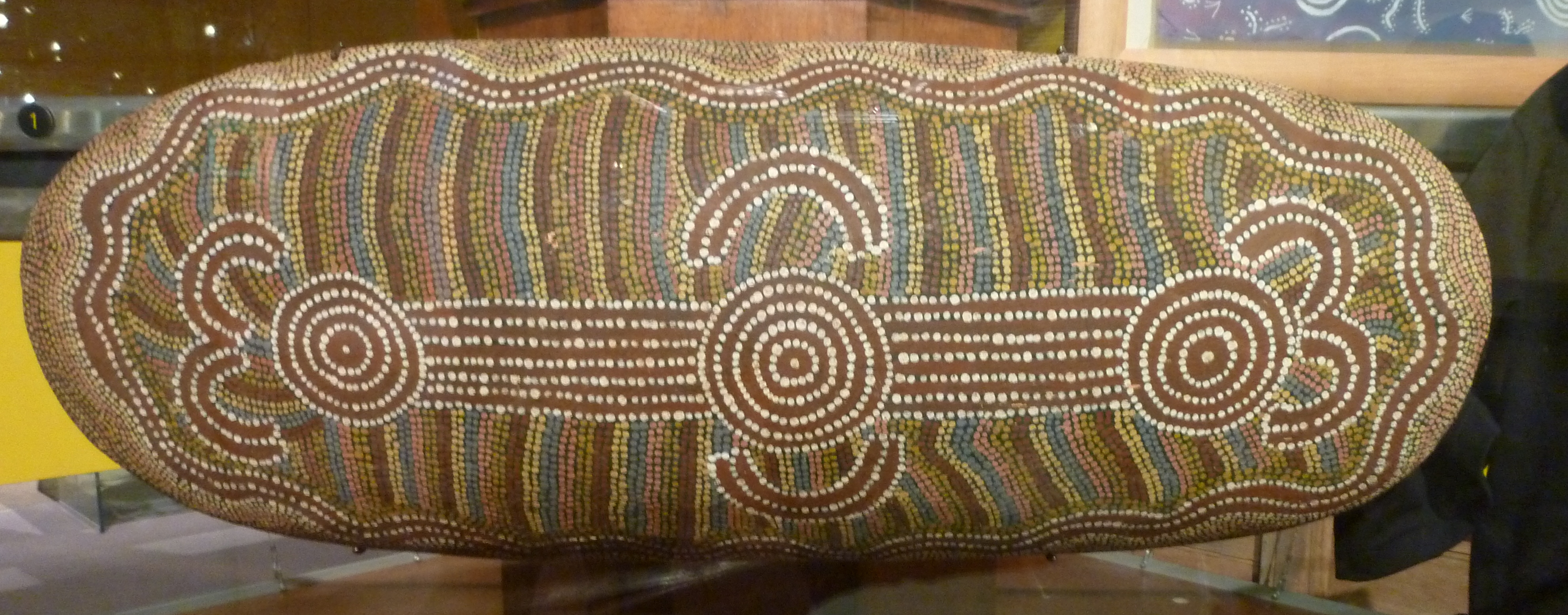
Coolamon mit Dot-Painting

Der erste kommerziell erfolgreiche Künstler der Aborigines war Albert Namatjira, der Begründer der Hermannsburg School. Er arbeitete ab den 1930er Jahren mit Wasserfarben und malte die Landschaften der Western MacDonnell Ranges. Mehrere seiner Söhne und eine Reihe anderer Bewohner aus Hermannsburg produzierten Bilder in seinem Stil. Ausstellungen in ganz Australien fanden statt; heutzutage sind seine Bilder in vielen Museen Australiens zu sehen.
Das bereits erwähnte Dot-Painting kam in den 1970er Jahren auf. Als bedeutendster Vertreter gilt Clifford Possum Tjapaltjarri – eines seiner Bilder erzielte mit AUS$ 2,5 Millionen den höchsten Preis für ein Bild eines Aborigine-Künstlers. Schließlich entwickelte die Künstlerin Emily Kngwarreye aus Utopia den Stil weiter, indem sie die Punkte überlappte.
In vielen Gemeinschaften des Kulturareals gibt es keine Arbeit und Kunst ist, abgesehen von staatlichen Zuwendungen, die oft einzige Einkommensquelle. Daraus ergab sich vor allem in den 1980er Jahren und 1990er Jahren, dass Kunst in vielen Fällen wie am Fließband hergestellt wurde; zu Lasten der Qualität und der Arbeitsbedingungen. Auch Emily Kngwarreye wurde vorgeworfen, schließlich zu sehr auf Masse gearbeitet zu haben. Anschuldigungen über die Ausbeutung von Künstlern, die mit unterbezahlter Kunst ihre gesamte Gemeinschaft unterstützen mussten, standen nach einer Untersuchung des Australischen Parlaments Vorteile wie Pflege der traditionellen Kultur, erhöhtes Selbstwertgefühl der Künstler und Aborigines sowie ein verstärkter sozialer Zusammenhalt in den Gemeinschaften gegenüber.

## Sprache
Im Kulturareal werden im Wesentlichen verschiedene Dialekte dreier australischer Sprachen gesprochen (in Klammern angegeben: Zahl der Sprecher): unter ihnen Pintupi, Luritja (1500), Ngaanyatjarra (1000) und Pitjantjatjara (2600) aus der Western Desert Language (7300); Arrernte (2800) und Anmatyerre (1000) aus der Sprache Arandic (5500); und Warlpiri (2500), das zur Northern Desert Fringe Area Languages (4500) gehört. Darüber hinaus gibt es noch wenige Sprecher eines halben Dutzends weiterer Sprachen. Allen gemeinsam ist, dass sie wie 90 % der Sprachen Australiens zu dem Sprachbund der Pama-Nyunga-Sprachen gehören.
Tendenziell nimmt der Anteil der Sprecher einer Sprache mit dem Abstand von Städten zu: Während in Städten wie Sydney nur weniger als 1 % der Aborigines eine australische Sprache sprechen, sind in den sehr entlegenen (very remote) Gegenden, zu denen der Großteil des Kulturareals Desert gehört, noch 60 % Sprecher einer australischen Sprache. Rund 13 % geben an, Englisch nicht oder nur unzureichend zu beherrschen. In den 1970er Jahren begannen verschiedene Regierungsorganisationen, an den Schulen zweisprachige Programme einzuführen, um die Sprachen zu erhalten. Seit den späten 1990er Jahren wird die finanzielle Unterstützung dafür allerdings zurückgefahren.

### Historische Literatur
- Lucien Lévy-Bruhl (1935) La Mythologie primitive. Le monde mythique des Australiens et des Papous
- Baldwin Spencer, Francis James Gillen (1927) The Arunta
- Baldwin Spencer, Francis James Gillen (1899) The northern tribes of Central Australia ISBN 0-559-10977-6
- Carl Strehlow (1908) Die Aranda- und Loritjastämme in Zentral-Australien, bearbeitet von Moritz von Leonhardi
- Theodore George Henry Strehlow (1947) Aranda Traditions
- John McDouall Stuart The Journals of John Mcdouall Stuart
- Charles Sturt (1849) Narrative of an expedition into central Australia, performed under the authority of Her Majesty's Government, during the years 1844, 5, and 6: together with a notice of the province of South Australia, in 1847, Volume 1

### Neuere Literatur
- Diane Austin-Broos (2009) Arrernte Present, Arrernte Past: Invasion, Violence, and Imagination in Indigenous Central Australia ISBN 0-226-03264-7
- Richard Broome (2002) Aboriginal Australians: black responses to white dominance, 1788–2001 ISBN 1-86508-755-6
- Maxwell John Charlesworth, Françoise Dussart, Howard Morphy (2005) Aboriginal religions in Australia: an anthology of recent writings ISBN 0-7546-5128-2
- Robert M. W. Dixon (2002), Australian languages: their nature and development ISBN 0-521-47378-0
- Josephine Flood (2004) Archeology of the Dreamtime ISBN 1-876622-50-4
- Josephine Flood (2006) The Original Australians ISBN 978-1-74114-872-5
- Sam D. Gill (1998) Storytracking: texts, stories, & histories in Central Australia ISBN 0-19-511587-2
- Richard A. Gould (1980) Living archaeology ISBN 0-521-23093-4
- Robert Layton (1989) Uluru - An Aboriginal History of Ayers Rock ISBN 0-85575-202-5
- Richard B. Lee (1968) Man the hunter ISBN 0-202-33032-X
- Ian Lilley (2006) Archaeology of Oceania: Australia and the Pacific Islands ISBN 0-631-23083-1
- Derek John Mulvaney, Johan Kamminga (1999) Prehistory of Australia ISBN 1-86448-950-2
- Tim Rowse (2002) White Flour, White Power: From Rations to Citizenship in Central Australia ISBN 0-521-52327-3
- Peter Marius Veth, M. A. Smith, Peter Hiscock (2005) Desert peoples: archaeological perspectives ISBN 1-4051-0091-5
- Annette B. Weiner (1992) Inalienable possessions: the paradox of keeping-while-giving ISBN 0-520-07604-4